# آخکارن
اچکارن (به آلمانی: Achkarren) در آلمان است که در برایگاو-هخشوارتسوالد واقع شده‌است.

## خصوصیات
اچکارن ۳٫۵۳ کیلومترمربع مساحت دارد ۱۸۰-۳۶۰ متر بالاتر از سطح دریا واقع شده‌است.

## نگارخانه

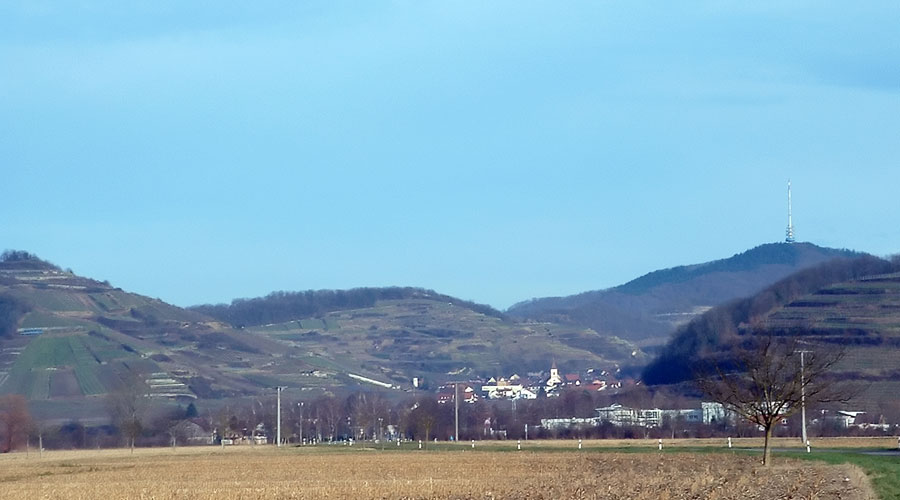
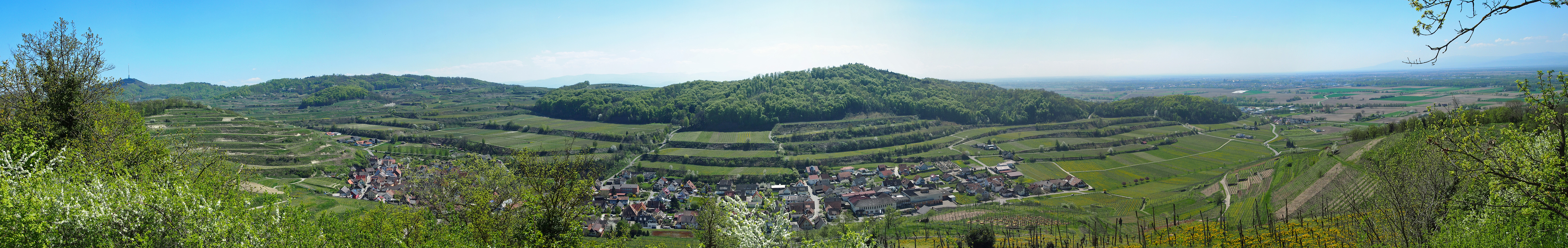
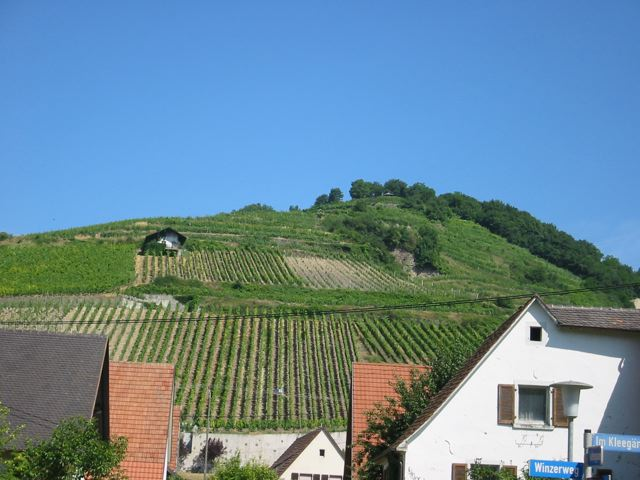
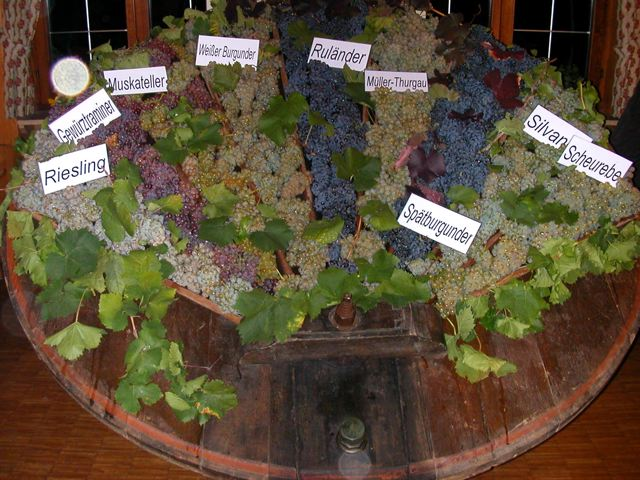